# Хайме I (линеен кораб, 1914)
Хайме I (на испански: Jaime I) e испански линеен кораб от типа „Еспаня“. Последният от трите кораба на този тип. Построен е в корабостроителницата SECN във Ферол. Строителството на линкора започва през февруари 1912 г., през септември 1914 г. корабът е спуснат на вода, а влиза в състава на испанския флот през декември 1921 г. Основното въоръжение на „Хайме I“ са осем 305-мм оръдия в четири двуоръдейни кули. Корабът развива скорост до 19,5 възела (36,1 км/ч).
„Хайме I“ се намира в строя на испанската флота от 1921 до 1937 г. През 1921 г. „Хайме I“, заедно с двата еднотипни кораба, е преведен в Северна Африка за участие в Рифската война, там се използва за артилерийска поддръжка на испанските войски. По време на една от операциите е повреден от огъня на брегова батарея на противника. По време на Гражданската война в Испания „Хайме I“ се намира в състава на републиканския флот. През 1937 г. линкорът на два пъти е атакуван от бомбардировачи на националистите. На 17 юни 1937 г. „Хайме I“ потъва в резултат на взрив на погребите, впоследствие е изваден и разкомплектован за метал.

## Строителство и история на службата
„Хайме I“ е на заложен на 5 февруари 1912 г. в Sociedad Española de Construcción Naval във Ферол. На 21 септември 1914 г., почти два месеца след началото на Първата световна война, линкорът е спуснат на вода. Испания не участва във войната, запазвайки неутралитет, но зависи от доставките на въоръжения и материали от Великобритания. Британската промишленост в същото време е заета със собствените си военни поръчки, което води до значителното забавяне в дострояването на испанския линкор – корабът е готов да излезе в морето още през 1917 г., обаче строителството му е завършено едва на 20 декември 1921 г. След влизането в строй „Хайме I“ е зачислен в 1-ва ескадра на испанския флот, в която вече се намират двата еднотипни линкора. В началото на 1920 години „Хайме I“, заедно с еднотипните линкори, взема участие в Рифската война, оказвайки артилерийска поддръжка на испанските войски. През 1924 г. линкорът е повреден от брегова батарея на бунтовниците.
По време на Гражданската война в Испания „Хайме I“ се намира в състава на военноморския флот на републиканците. В началото на метежа на националистите радистите на Морския щаб, намиращ се в Мадрид, прихващат радиограма на Франциско Франко, адресирана към заговорниците в Мароко. Радистите незабавно известяват за въстанието екипажа на „Хайме I“ и другите кораби, след което те се разбунтуват против офицерите, поддържащи франкистите, и по този начин съхраняват корабите на страната на републиката. За известно время на корабите пада дисциплината, тъй като много офицери са убити, а на останалите живи матросите нямат доверие.
В първите месеци на войната „Хайме I“ обстрелва позициите на франкистите, в т.ч. в района на Сеута, Мелиля и Алхесирас. В Алхесирас от огъня на спомагателния калибър на „Хайме I“ е сериозно повредена канонерската лодка на франкистите „Едуардо Дато“ – тя изгаря до водолинията, обаче впоследствие е ремонтирана и отново е въведена в строй.
На 13 август 1936 г. „Хайме I“ получава леки повреди по време на авионападението над Малага: бомба малък калибър попада в носовия край. На 21 май 1937 г. „Хайме I“ отново получава попадение от авиобомба. По това време линкора се намира в сух док в Картахена, на ремонт след като преди време е свален от плитчина. На кораба падат три авиобомби, отново нанесли само незначителни повреди. На 17 юни същата година на кораба, намиращ се в Картахена, се случва вътрешен взрив, който води до пожар, не е изключена и версията за диверсия. Впоследствие корабът е изваден, но след оглед е признат за непригоден за възстановяване. На 3 юли 1939 г. „Хайме I“ е официално отписан от флота и през 1941 г. е разкомплектован за метал.